# Hirasodes
Hirasodes là một chi bướm đêm thuộc họ Geometridae.